# Diecezja Acerno
diecezja Acerno (łac. Dioecesis Acernensis) – dawna diecezja w południowych Włoszech.
Biskupstwo w Acerno erygowano w XI wieku. Było sufraganią metropolii Salerno. W 1818 zostało połączone z archidiecezją Salerno, która odtąd do 1986 nosiła nazwę archidiecezji Salerno-Acerno (ob. Salerno-Campagna-Acerno).

## biskupi Acerno
- Mirando (1091 lub 1106)
- Giusio (1114–1124)
- Pisano (1136)
- Pietro I (1179)
- Pascanio (Pasquale) (1222)
- Nicola da S. Germano, O.S.B. (1228 – maj 1258)
- Luca, O.F.M. (sierpień 1266 lub 1274–1277)
- Giacomo I (1295)
- Andrea Capograsso (1309)
- Bartolomeo (1314)
- Giordano di Miramonti, O.P. (25 maja 1319 – 1331)
- Pietro II (1 marca 1331)
- Giacomo II (1345–1348)
- Matteo de Marino (1349–1363)
- Giuliano, O.F.M. (1363–1371)
- Roberto da Casalnuovo, O.F.M. (11 sierpnia 1371)
- Tommaso (1383)
- Benedetto da Ascoli, O.E.S.A. (1389–1396)
- Pacello da Salerno, O.F.M. (1396–1405)
- Manfredo da Aversa (10 lipca 1405 – 1415)
- Antonello Syrraca (Antonio Sirico) (20 marca 1415 – 1436)
- Nicola Solimene (27 sierpnia 1436 – 1459)
- Paraclito Malvezzi (de Malvitiis) (13 lutego 1460 – 1487)
- Menelao de Gennari (13 sierpnia 1487 – 1493)
- Antonio Bonito (19 marca 1494 – 1510)
- Pietro da Arezzo (1511)
- Dalmacio de Queralt (13 sierpnia 1512 – 1514)
- Alemanno (1514)
- Lucio (Luca) Muñoz (29 maja 1514–1523)
- kard. Pompeo Colonna (administrator apostolski 1523–1525)
- Gerolimo Olivieri (23 czerwca 1525 – 1539)
- kard. Francesco Quiñones De Luna (administrator apostolski 9 czerwca 1539)
- kard. Marcello Cervini, późniejszy papież jako Marceli II (administrator apostolski 10 grudnia 1539)
- Nicola Angelo Olivieri (1539–1566)
- Govanni Maria Valdina, O.P. (1566–1570)
- Lelio Giordano (1570–1580)
- Giovanni Francesco Orefice (24 lutego 1581 – 1593)
- Antonio Agellio, C.R.R.T. (24 listopada 1593 – 1604)
- Paolo Manara, O.P. (14 listopada 1604 – 1611)
- Francesco Solimene (14 marca 1611 – 1613)
- Juan Serrano Ortiz, O.F.M. (20 listopada 1613 – 1637)
- Ludovigo Galbiati (1637–1638)
- Pietro Paolo Bonsi (13 kwietnia 1638 – 1642)
- Clemente Confetti (13 kwietnia 1643 – 1644)
- Camillo Aragona (23 października 1644 – 1665)
- Antonio Glielmo (15 czerwca 1665 – 1690)
- Francesco Sifola (8 maja 1690 – 1696)
- Scipione Carocci (17 grudnia 1696 – 1702)
- Nicola Ventriglia (5 marca 1703 – 1708)
- Domenico Antonio Menafra (24 lutego 1718 – 1738)
- Domnenico Anelli (1 lutego 1739 – 1743)
- Geronimo de Laurenzi (13 września 1743 – 1790)
- Michelangelo Calandrelli, O.E.S.A. (26 marca 1792 – 18 sierpnia 1797)
- Giuseppe Mancuso albo Mancusi (31 października 1797 – 1807) (wikariusz kapitulny)